# John Sylvanus Thompson
John Sylvanus Thompson, född 1889 i Pennsylvania, död 1963, var en amerikansk musiker och kompositör.
Thompson inledde som ung sin karriär som pianist i både USA och Europa. Han ledde därefter musikundervisningar vid konservatorier i Philadelphia, Indianapolis och Kansas City Missouri. Han publicerade två av världens bästsäljande undervisningsböcker inom pianomusik, Teaching Little Fingers to Play och Modern Course for the Piano.